# Саша Мішич
Саша Мішич (27 березня 1987) — чорногорський ватерполіст.
Учасник Олімпійських Ігор 2016 року.
Призер Чемпіонату світу з водних видів спорту 2013 року.